# François Baco
Pour les articles homonymes, voir Baco.
François Baco, né à Peyrehorade (Landes) le 11 mai 1865 et mort le 17 mars 1947 à Labatut (Landes), est un instituteur français, inventeur des cépages baco noir et baco blanc.

## Biographie et travaux
François Baco exerce la profession d'instituteur. Après avoir occupé plusieurs postes dans des écoles des Landes de 1885 à 1893, il se fixe à Bélus où il passe le reste de sa carrière. Mais ce n'est pas sa profession qui le rend célèbre.
François Baco est surtout connu pour ses apports à la culture de la vigne. Dans sa commune, durement frappée par les ravages du phylloxéra et de la pourriture noire, il développe des techniques d'hybridation. Ses observations et expérimentations donnent naissance à un cépage résistant au phylloxéra qui reçoit le nom de son fils décédé, le Maurice Baco 22A ou baco blanc.
Ses travaux sauvent le vignoble français et son cépage s'exporte dans le monde entier.
Ses travaux sont publiés en 1904. Il est fait chevalier de l'ordre du Mérite agricole en 1910 et reçoit la Légion d'honneur en 1946, peu de temps avant sa mort.

## Les cépages baco
Le Maurice Baco 22A est recommandé pour l'Armagnac et fait partie, par décret de 2005, de l'encépagement AOC.
Le baco noir est encore largement cultivé, vinifié et commercialisé en Ontario. Il est également très fréquent d'en trouver des pieds datant du début du XXe siècle dans les anciens jardins ouvriers de la région parisienne.